# Roger Manwood

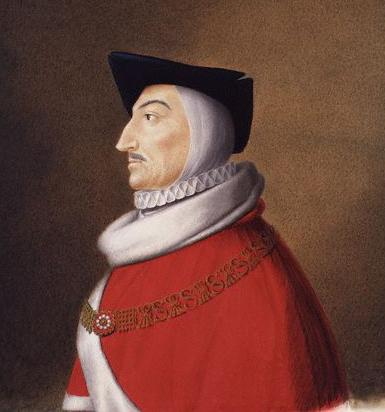
Sir Roger Manwood

Sir Roger Manwood (* 1525; † Dezember 1592) war ein englischer Jurist und Lord Chief Baron of the Exchequer.
Er erhielt seiner Ausbildung als Anwalt am Inns of Court und erreichte die höchste und angesehenste Anstellung als Anwalt, den Serjeant-at-law.
Er wurde wiederholt als Abgeordneter ins englische House of Commons gewählt, nämlich 1555 als Burgess für Hastings sowie 1558, 1559, 1563, 1571 und 1572 als Burgess für Sandwich.
1563 gründete er in Sandwich eine Free Grammar School, um der Stadtbevölkerung eine Erziehung und Ausbildung zu ermöglichen. 1578 wurde er zum Lord Chief Baron of the Exchequer ernannt und diente der Königin Elizabeth I. bis 1593. Am 15. November 1578 schlug ihn die Königin in Richmond zum Knight Bachelor.
Er war zweimal verheiratet, beide Ehen blieben kinderlos.
Ein kurzes lateinisches Epitaph von Christopher Marlowe für Roger Manwood ist als Manuskript erhalten geblieben. Man kann mit einer gewissen Plausibilität annehmen, dass es zwischen Dezember 1592, dem Todeszeitpunkt Roger Manwoods, und Mai 1593, dem Todeszeitpunkt Marlowe verfasst worden sein muss. Das lateinische Epitaph fand sich auf der Rückseite des Titelblatts einer Kopie von Marlowe und Chapman’s „Hero und Leander“.